# Nauroy

Nauroy este o comună în departamentul Aisne din nordul Franței. În 1 ianuarie 2022 avea o populație de 672 de locuitori.